# Espionage Agent
Espionage Agent is een Amerikaanse thriller uit 1939 onder regie van Lloyd Bacon.

## Verhaal
Barry Corvall ontdekt dat zijn bruid Brenda Ballard vermoedelijk een spionne is. Hij neemt ontslag bij de diplomatieke dienst en gaat door in het geheim. Hij wil een bende spionnen ontmaskeren, die de industrie willen dwarsbomen.

## Rolverdeling
| Acteur                       | Personage          |
| ---------------------------- | ------------------ |
| Joel McCrea                  | Barry Corvall      |
| Brenda Marshall              | Brenda Ballard     |
| Jeffrey Lynn                 | Lowell Warrington  |
| George Bancroft              | Dudley Garrett     |
| Stanley Ridges               | Hamilton Peyton    |
| James Stephenson             | Dr. Rader          |
| Howard C. Hickman            | Walter Forbes      |
| Martin Kosleck               | Karl Mullen        |
| Nana Bryant                  | Mevrouw Corvall    |
| Rudolph Anders               | Paul Strawn        |
| Hans Heinrich von Twardowski | Dr. Helm           |
| Lucien Prival                | Decker             |
| Addison Richards             | Bruce Corvall      |
| Edwin Stanley                | Minister           |
| Granville Bates              | Phineas T. O'Grady |